# Günther Oskar Dyhrenfurth
Günther Oskar Dyhrenfurth (12. listopadu 1886 Vratislav - 14. dubna 1975 Ringgenberg) byl pracovníkem švýcarského ústavu pro výzkum sněhu a lavin.
V mládí byl významným alpským a himálajským horolezcem. Ve Vysokých Tatrách byl v letech 1906-1907. Vystoupil na vícero tatranských štítů. Popsal je v itineráři Zeitschrift des Deutschen und Österreichischen Alpenvereins 39/1908. V popisech se věnoval zeměpisným názvům. Vystupoval na tatranské vrcholy zejména s vůdci Jánem Breuerem a Johannem Franzem st. Jeho společníkem býval velmi často Alfred von Martin. Některé výstupy udělal s Dr. Hermannem Rumpeltem. Profesorův syn Norman Günther Dyhrenfurth byl významným švýcarským alpinistou a filmařem. V roce 1963 vedl americkou expedici na Mount Everest, jejíž dva členové poprvé, 22. května, překročili Everest (vystoupali na vrchol západním hřebenem a sestoupili jihovýchodním hřebenem). Byl to první přechod v dějinách výstupů na Mount Everest. 

## Některé prvovýstupy
- Zimní prvovýstup na Kežmarský štít s Alfredem Martinem
- Zimní prvovýstup na Huncovský štít s Alfredem Martinem
- Zimní prvovýstup na Malý Kežmarský štít s Alfredem Martinem
- Zimní prvovýstup na Štrbské Solisko s Hermannem Rumpeltem
- Zimní prvovýstup na Malé Solisko s Hermannem Rumpeltem
- Zimní prvovýstup na Mlynické Solisko s Hermannem Rumpeltem
- Zimní prvovýstup na Furkotské Solisko s Hermannem Rumpeltem